# Go Ahead in het seizoen 1969/70
Het seizoen 1969/1970 was het 16e jaar in het bestaan van de Deventerse betaaldvoetbalclub Go Ahead. De club kwam uit in de Eredivisie en eindigde daarin op de zevende plaats. Tevens deed de club mee aan het toernooi om de KNVB Beker, hierin werd in de derde ronde, na strafschoppen, verloren van FC Twente '65 (0–0).

## Wedstrijdstatistieken

### Eredivisie
|       | ADO   | Ajax  | AZ '67 | DOS   | DWS   | Feijenoord | Haarlem | Holland Sport | GVAV  | MVV   | NAC   | N.E.C. | PSV   | Sparta | SVV   | Telstar | FC Twente '65 |
| ----- | ----- | ----- | ------ | ----- | ----- | ---------- | ------- | ------------- | ----- | ----- | ----- | ------ | ----- | ------ | ----- | ------- | ------------- |
| Thuis | 2 – 0 | 1 – 3 | 1 – 0  | 3 – 0 | 1 – 0 | 0 – 1      | 1 – 1   | 2 – 1         | 1 – 2 | 3 – 3 | 2 – 0 | 1 – 1  | 2 – 1 | 2 – 3  | 1 – 0 | 1 – 1   | 1 – 1         |
| Uit   | 0 – 0 | 2 – 0 | 2 – 1  | 2 – 3 | 0 – 0 | 0 – 0      | 1 – 1   | 1 – 1         | 2 – 2 | 0 – 1 | 2 – 0 | 1 – 1  | 4 – 1 | 3 – 0  | 0 – 3 | 1 – 1   | 3 – 0         |

### KNVB Beker
| 1e ronde                                             | SC Drente                                               | 0 – 6 (0 – 4)          | Go Ahead                                                                            |
| 19 oktober 1969 Plaats: Klazienaveen Mr. Ovingstraat |                                                         |                        | 10' Gerrie de Goede 20', 82' Oeki Hoekema 29', 51' Kees Aarts 41' André van der Ley |
| 2e ronde                                             | Go Ahead                                                | 3 – 0 (2 – 0)          | RBC                                                                                 |
| 1 maart 1970 Plaats: Deventer Vetkampstraat          | Oeki Hoekema 21' Gerrie de Goede 38' Pierre van Hal 53' |                        |                                                                                     |
| 3e ronde                                             | Go Ahead                                                | 0 – 0 Na strafschoppen | FC Twente '65                                                                       |
| 12 april 1970 Plaats: Deventer Vetkampstraat         |                                                         |                        |                                                                                     |

### Intertoto Cup
| Groepsfase                                         | Östers IF                                                        | 3 – 2 (1 – 0)    | Go Ahead                                               |
| 28 juni 1969 Plaats: Växjö Värendsvallen           | Inge Ejderstedt 42' Lars-Göran Fjordestam 58' (pen.), 85' (pen.) | Wedstrijdverslag | 46' (pen.) Bart Kolkman 65' (pen.) Nico van Zoghel     |
| Groepsfase                                         | Górniczy KS Szombierki Bytom                                     | 1 – 0 (1 – 0)    | Go Ahead                                               |
| 5 juli 1969 Plaats: Bytom Stadion Szombierek       | Jerzy Wilim 25'                                                  | Wedstrijdverslag |                                                        |
| Groepsfase                                         | Go Ahead                                                         | 1 – 1 (0 – 0)    | FC Lugano                                              |
| 12 juli 1969 Plaats: Deventer Vetkampstraat        | Oeki Hoekema 57'                                                 | Wedstrijdverslag | 85' Rolf Blättler                                      |
| Groepsfase                                         | Go Ahead                                                         | 1 – 1 (0 – 0)    | Östers IF                                              |
| 19 juli 1969 Plaats: Deventer Vetkampstraat        | Gerrit van Tilburg 73'                                           | Wedstrijdverslag | 83' Jan Mattsson                                       |
| Groepsfase                                         | Go Ahead                                                         | 2 – 2 (1 – 1)    | Górniczy KS Szombierki Bytom                           |
| 26 juli 1969 Plaats: Deventer Vetkampstraat        | Jan Veenstra 39' Dick Schneider 90'                              | Wedstrijdverslag | 36' Jerzy Wilim 67' Aleksander Mandziara               |
| Groepsfase                                         | FC Lugano                                                        | 0 – 4 (0 – 0)    | Go Ahead                                               |
| 2 augustus 1969 Plaats: Lugano Stadio di Cornaredo |                                                                  | Wedstrijdverslag | 50', 60' Gerrie de Goede 80' Koos Knoef 89' Kees Aarts |

## Statistieken Go Ahead 1969/1970

### Eindstand Go Ahead in de Nederlandse Eredivisie 1969 / 1970
| Stand | Gespeeld | Gewonnen | Gelijk | Verloren | Punten | Doelpunten voor | Doelpunten tegen |
| ----- | -------- | -------- | ------ | -------- | ------ | --------------- | ---------------- |
| 7e    | 34       | 11       | 13     | 10       | 35     | 40              | 42               |

### Topscorers
| #      | Naam                 | Goal |
| ------ | -------------------- | ---- |
| 1.     | Gerrie de Goede      | 8    |
| 2.     | Oeki Hoekema         | 6    |
| 3.     | Dick Schneider       | 5    |
| 4.     | Pepe Fernández       | 4    |
| 4.     | André van der Ley    | 4    |
| 4.     | Gerrit van Tilburg   | 4    |
| 7.     | Kees Aarts           | 3    |
| 8.     | Koos Knoef           | 2    |
| 9.     | Josef Jelínek        | 1    |
| 9.     | Jan Smid             | 1    |
| 9.     | Gerard Somer         | 1    |
| 9.     | Albert van der Weide | 1    |
| Totaal | Totaal               | 40   |

| #      | Naam              | Goal |
| ------ | ----------------- | ---- |
| 1.     | Oeki Hoekema      | 3    |
| 2.     | Kees Aarts        | 2    |
| 2.     | Gerrie de Goede   | 2    |
| 4.     | Pierre van Hal    | 1    |
| 4.     | André van der Ley | 1    |
| Totaal | Totaal            | 9    |

| #      | Naam               | Goal |
| ------ | ------------------ | ---- |
| 1.     | Gerrie de Goede    | 2    |
| 2.     | Kees Aarts         | 1    |
| 2.     | Oeki Hoekema       | 1    |
| 2.     | Koos Knoef         | 1    |
| 2.     | Bart Kolkman       | 1    |
| 2.     | Dick Schneider     | 1    |
| 2.     | Gerrit van Tilburg | 1    |
| 2.     | Jan Veenstra       | 1    |
| 2.     | Nico van Zoghel    | 1    |
| Totaal | Totaal             | 10   |

## Voetnoten
ADO ·
Ajax ·
AZ '67 ·
DOS ·
DWS ·
Feijenoord ·
Go Ahead ·
Haarlem ·
Holland Sport ·
GVAV ·
MVV ·
NAC ·
N.E.C. ·
PSV ·
Sparta ·
SVV ·
Telstar ·
FC Twente '65